# Grace Jones
Grace Jones (* 19. května 1948) je jamajská zpěvačka, herečka a modelka. Své první album nazvané Portfolio vydala v roce 1977 u vydavatelství Island Records a do roku 2008 jich vydala dalších devět. Během své kariéry spolupracovala s hudebníky, mezi které patří například Tom Moulton, Sly & Robbie, Brian Eno, David Gilmour, Trevor Horn nebo Nile Rodgers. Jako herečka vystupovala například ve filmech Ničitel Conan (1984), Vyhlídka na vraždu (1985) nebo Přímo do pekla (1987).

## Diskografie
- Portfolio (1977)
- Fame (1978)
- Muse (1979)
- Warm Leatherette (1980)
- Nightclubbing (1981)
- Living My Life (1982)
- Slave to the Rhythm (1985)
- Inside Story (1986)
- Bulletproof Heart (1989)
- Hurricane (2008)